# Cosmibuena matudae
Cosmibuena matudae är en måreväxtart som först beskrevs av Paul Carpenter Standley, och fick sitt nu gällande namn av Louis Otho Otto Williams. Cosmibuena matudae ingår i släktet Cosmibuena och familjen måreväxter. Inga underarter finns listade i Catalogue of Life.